# The Celestials
The Celestials è un singolo del gruppo alternative rock statunitense The Smashing Pumpkins, pubblicato nel 2012 ed estratto dall'album Oceania.

## Tracce
- Download digitale

1. The Celestials – 3:58